# Depot von Radovesice
Das Depot von Radovesice (auch Hortfund von Radovesice) ist ein Depotfund der frühbronzezeitlichen Aunjetitzer Kultur aus Radovesice im Ústecký kraj, Tschechien. Es datiert in die Zeit zwischen 2000 und 1800 v. Chr. Das Depot befindet sich heute im Museum von Litoměřice.

## Fundgeschichte
Das Depot wurde 1900 erstmals erwähnt. Es wurde in einem Steinbruch entdeckt. Das genaue Datum des Funds und die Fundumstände sind unbekannt. Die Fundstelle liegt am Hang einer steilen Terrasse über dem Nordufer der Eger.

## Zusammensetzung
Das Depot besteht aus zwei Bronzegegenständen: Einem Streitmeißel und einer Dolchklinge.